# 派克鱷屬
派克鱷屬又名巴氏龍或新巴氏鱷，是種小型史前爬行動物，生存在三疊紀中期的非洲，約2億4700萬到2億4500萬年前。派克鱷不屬於恐龍，但與主龍類的早期祖先的親緣關係接近，

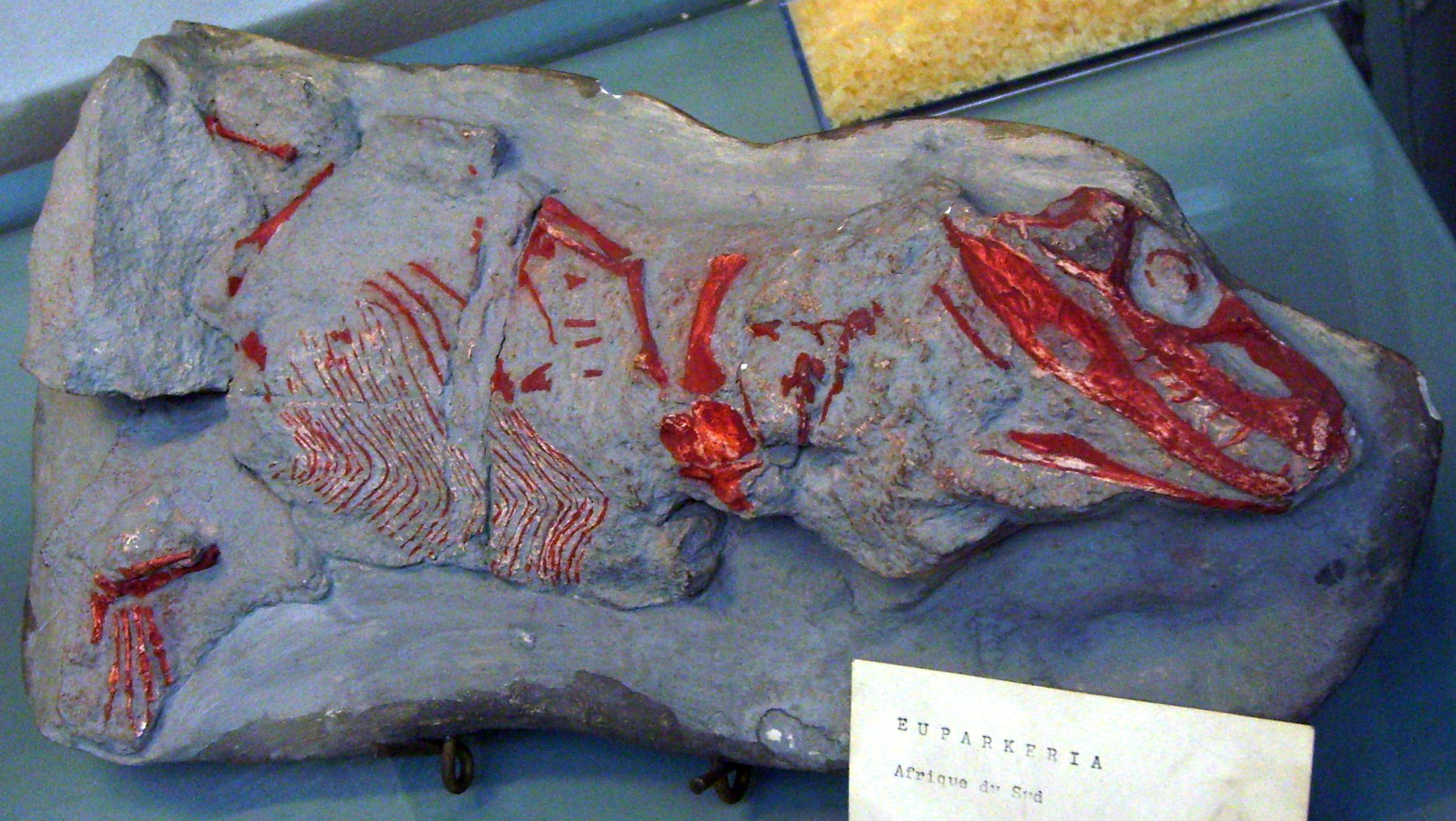
派克鱷的化石，位於巴黎自然歷史博物館

派克鱷是種小型動物，身長60公分長。身體修長，頭部小，牙齒小呈針狀。牠們是肉食性動物，可能以昆蟲與其他小型動物為食。前肢指爪銳利。派克鱷擁有相當長的後肢，可能是半兩足動物，能夠只以後肢快速奔跑。這種能以兩足運動的特徵，讓派克鱷成為早期兩足爬行動物之一，這種特徵並維持到某些恐龍與早期伪鳄类。如同某些早期主龍類，派克鱷的背部、尾巴已有小型皮內成骨。
派克鱷的第一個化石是在1913年發現於南非，在1924年發現了狀態更好的化石。派克鱷的屬名是以W.K. Parker為名。
在2011年，科學家比較史前爬行動物、現代鳥類與爬行動物的鞏膜環大小，提出派克鱷可能屬於夜行性動物，有可能某些早期主龍類已適應微弱光線。研究人員推測，派克鱷可能生存於極區，與當時其他早期主龍類失存於度同光線環境，有可能牠們是獨自發展出適合夜行的眼睛。

## 大眾文化
派克鱷出現在BBC的《與巨獸共舞》（Walking With Monsters）電視節目中，被錯誤描述為恐龍的祖先。但實際上，派克鱷並非恐龍的直系祖先，卻是恐龍形態類、跳足鱷的近親。

## 外部連結
- 派克鱷 （页面存档备份，存于） (英文)